# 3358 Anikushin
3358 Anikushin este un asteroid din centura principală, descoperit pe 1 septembrie 1978 de Nikolai Cernîh.